# Штраус, Йонатан
Йонатан Штраус (пол. Jonatan Straus; 30 июня 1994, Нове-Място-Любавске) — польский футболист, защитник клуба «Радуня».

## Клубная карьера
Свою футбольную карьеру Штраус начал в юношеской школе города Нове-Място-Любавске. В 2010 году он попал в молодёжную команду «Ягеллонии».
19 мая 2013 года состоялся дебют Йонатана в чемпионате Польши в матче против «Короны» из Кельце, который завершился поражением белостокцев со счётом 5:0. Штраус появился на поле на 78-й минуте, заменив Томаша Купиша. Три оставшихся матча сезона 2012/13 Йонатан отыграл без замен в стартовом составе.
За последующие сезоны Штраус так и не стал игроком основного состава «Ягеллонии» и к началу сезона 2015/16 провёл суммарно лишь 32 матча.

## Карьера в сборной
6 сентября 2013 года Штраус сыграл первый матч за молодёжную сборную Польши против команды Германии.